# 雅罗斯拉夫·萨卡拉
雅罗斯拉夫·萨卡拉（捷克語：Jaroslav Sakala，1969年7月14日—），捷克男子跳台滑雪运动员。他曾代表捷克斯洛伐克、捷克参加1992年、1994年和1998年冬季奥林匹克运动会跳台滑雪比赛，其中1992年冬季奥运会获得一枚铜牌。